# Voldemārs Elmūts
Voldemārs Elmūts (Liepāja, 2 novembre 1910 – Boston, 11 luglio 1966) è stato un cestista lettone naturalizzato statunitense dal 1955.

## Carriera
Cestista dell'Universitātes Sports Rīga, con la Lettonia ha disputato 3 partite alle Olimpiadi 1936. Dopo la fine della seconda guerra mondiale si è trasferito negli Stati Uniti, dove è morto nel 1966.